# Lední hokej na Sportovních hrách Rady Perského zálivu 2022
Lední hokej na Sportovních hrách Rady Perského zálivu 2022 byl první turnaj národních družstev v ledním hokeji v rámci Sportovních her Rady Perského zálivu, který se uskutečnil od 23. do 26. května 2022 ve městě Kuvajt v Kuvajtu za účasti čtyř zemí. Vítězství si připsali domácí hráči Spojených arabských emirátů před hráči Saúdské Arábie a domácími hráči Kuvajtu.

## Výsledky

### Základní skupina
|   |                | SAE | Saúdská Arábie | Kuvajt | Bahrajn | V | VP | PP | P | VG | OG | B |
| 1 | SAE            | *** | 5:1            | 5:3    | 7:2     | 3 | 0  | 0  | 0 | 17 | 6  | 9 |
| 2 | Saúdská Arábie | 1:5 | ***            | 7:5    | 6:2     | 2 | 0  | 0  | 1 | 14 | 12 | 6 |
| 3 | Kuvajt         | 3:5 | 5:7            | ***    | 9:1     | 1 | 0  | 0  | 2 | 17 | 13 | 3 |
| 4 | Bahrajn        | 2:7 | 2:6            | 1:9    | ***     | 0 | 0  | 0  | 3 | 5  | 22 | 0 |